# Pelophila
Pelophila (лат.) — род жуков-жужелиц подсемейства плотинников. Открыто два вида. Распространены в Евразии и Северной Америке.
Надкрылья с десятью полыми бороздками, укороченной прищитковой бороздки нет Первый сегмент задней лапки той же длины, что и пятый.